# Johnny Carey
John Joseph Carey, detto Johnny o anche Jackie (Dublino, 23 febbraio 1919 – Macclesfield, 23 agosto 1995), è stato un calciatore e allenatore di calcio irlandese, di ruolo terzino.

## Carriera
Da giocatore militò per gran parte della carriera nel Manchester United - eccetto alcuni periodi in prestito - di cui fu capitano dal 1945 al 1953. Fu Matt Busby ad assegnargli tale ruolo. Militò in Nazionale sia ai tempi dell'IFA che ai tempi della FAI, capitanandole entrambe. Nell'Irlanda debuttò il 7 novembre 1937 al Dalymount Park, in una partita pareggiata 3-3 contro la Norvegia, valida per la qualificazione al campionato del mondo 1938. Nel 1947 capitanò anche l'Europe XI, una selezione di calciatori europei, che giocò contro la Nazionale britannica all'Hampden Park (partita persa 1-6 con gol "europeo" di Gunnar Nordahl). Nel 1949 fu votato "giocatore dell'anno della FWA" e nella stessa annata capitanò l'Irlanda che sconfisse per 2-0 l'Inghilterra al Goodison Park, divenendo la prima squadra non britannica a sconfiggere l'Inghilterra in casa. Fu anche il primo non-britannico ed il primo irlandese a capitanare una squadra vincente in FA Cup e First Division. Come il contemporaneo Con Martin, Carey si dimostrò un calciatore estremamente versatile: giocò in nove diversi ruoli durante la sua carriera; compreso quello del portiere, ricoperto in una partita di First Division del 18 febbraio 1953. Durante la seconda guerra mondiale fu un volontario dell'esercito britannico inviato in Italia; in questo periodo, Carey giocò per vari club della zona, con il soprannome di Cario. Conclusa la guerra, - nonostante le offerte italiane - Carey tornò in Inghilterra; con i Red Devils vinse il campionato del 1951-1952, a 41 anni di distanza dal precedente. Nel suo palmarès figurano anche una FA Cup (del 1948, 4-2 al Blackpool) ed un Community Shield (del 1952, 4-2 al Newcastle United).
Appena terminata la carriera di calciatore intraprese quella manageriale, allenando vari club inglesi: Blackburn Rovers, Everton, Leyton Orient, Nottingham Forest. Allenò inoltre la Nazionale irlandese per ben 12 anni, sebbene nella sua posizione di manager non avesse molto potere poiché la squadra veniva scelta da un comitato di selezione.
La Federazione calcistica irlandese lo ha inserito nella propria Hall of Fame consultabile sul sito ufficiale.

## Palmarès

### Giocatore

#### Competizioni nazionali
- Campionato inglese: 1

Manchester United: 1951-1952
- Coppa d'Inghilterra: 1

Manchester United: 1947-1948
- Community Shield: 1

Manchester United: 1952